# Ануфриева, Наталия Даниловна
Ната́лья Дани́ловна Ану́фриева (26 ноября 1905 — 13 декабря 1990) — русская поэтесса, известная своими творениями на христианские темы.

## Биография

### Детство и юность
Родилась 26 ноября 1905 года в Санкт-Петербурге. Детские и юношеские годы провела в Крыму, в Симферополе, вместе с матерью и отцом. Её отец, Даниил, был инженером, мать, Нина, — медсестрой. По линии матери является внучатой племянницей Николая Фëдоровича Арендта, лейб-медика Николая I, врача, который ухаживал за Александром Сергеевичем Пушкиным после роковой дуэли с Жоржем де Геккерном (Дантесом), и на руках которого поэт умер.
После переезда семьи в Симферополь Наталия Даниловна, потеряла отца. После этого она осталась с матерью и старой бабушкой, в связи с чем они жили скудно. После школы Ануфриева проучилась год в Художественном техникуме, а потом определилась «на службу» — младшим экономистом в учреждении Главметиз Наркомтяжпрома.
Ей было 15 лет, когда после эвакуации армии Врангеля Крым захватили большевики, и она стала свидетелем массовых убийств невинных людей. Эту власть Наталия Даниловна ненавидела и презирала до последнего дня жизни. Но в своей поэзии она не упоминает о ней.

### Раннее творчество
Стихи начала писать с 11 лет. С юношеских лет вела дневниковые тетради, которые находятся в архиве ФСБ на Лубянке. В соответствии со статьёй 1281 ГК РФ эти произведения перейдут в общественное достояние 1 января 2061 года. Её заметил поэт Максимилиа́н Алекса́ндрович Воло́шин.
С раннего детства была мало похожа на своих сверстников «…я любила книги про хороших, но несчастных, несправедливо обиженных героев. …В страданиях я видела прежде всего красоту. Вот самое непосредственное и очень глубокое чувство…чем трагичнее была история, тем более острым, захватывающим дух было чувство красоты… С такой настроенностью души я очень рано восприняла красоту жертвы и подвига».
По некоторым данным её мать была человеком неверующим, стала такой и Наталия Даниловна. Её путь к Богу был трудным и долгим. Но жизнь и смерть Иисуса Христа её покорила очень рано. По её словам: «В Голгофе было всё красотою, в ней всё принимала моя душа с восторгом и благоговением». Образ Христа часто появлялся в её ранних стихах.
Также следует отметить двойственность в начале творчества Н. Д. Ануфриевой: с одной стороны поэзия на тему Библейских сюжетов, в свете православной догматики, а с другой стороны, обладающие той же абсолютной внутренней свободой и откровенностью, эротические стихи, но абсолютно лишённые всякой пошлости.

Хотя эта двойственность абсолютна не удивительна: её развитие и формирование шли в самые неблагоприятные для этого времена.

### Жизнь Натальи Ануфриевой в Москве
В 1931 году юная поэтесса переезжает из Крыма в Москву. Практически всё время проживания в Москве (почти 10 лет) были отмечены её горячей и безответной любовью к актёру и режиссёру немого кино Эггерту Константину Владимировичу (1883—1955), в которого влюбилась, увидев киноленту с его участием ещё в Симферополе. Он жил в Москве, и она переехала в столицу, оставив работу и семью. Любовь стала для неё трагедией, оказалась безответной, хотя они и были близки физически. Она пишет в стихах, как всегда очень правдивых и откровенных, о его излишней чувственности и зависимости от женского внимаяния. И в результате, ближе к середине 30-х годов, Наталия Даниловна сама порвала эти невыносимые отношения.

### Они были схвачены летом 1936 года, двое друзей — Наталья Ануфриева и Даниил Жуковский
25 мая 1936 г. по доносу лирического поэта, переводчика и актёра Вахтанговского театра Николая Владимировича Стефановича, человека, которому Н. Ануфриева вполне доверяла, не зная, что он был осведомителем НКВД, была арестована. Следствие инкриминировало ей антисоветские высказывания, хранящиеся у неё в архиве стихи Максимилиана Волошина, а также поэтический цикл из четырёх стихотворений, посвященных Алекса́ндру Васи́льевичу Колча́ку, который она читала Стефановичу. По тому же делу забрали и поэта и переводчика Даниила Дмитриевича Жуковского, сына поэтессы А. Герцык. В итоге Даниила Жуковского приговорили к расстрелу, её — к 8 годам каторги. Вначале её гоняли по тюрьмам: Москва, Ярославль, Горький, Суздаль. С 38 года — район Магадана. В лагере, как Н. Д. писала позже в своих мемуарах, началась её «вторая жизнь», отмеченная обретением Бога и обращением к жанру «духовной поэзии». Но стихи ей приходилось выучивать наизусть. Её сила веры очень хорошо отражались в её творчестве: в стихотворениях Наталии Даниловны нет и намёка на уныние или отчаяние:

«И в скорби предсмертной без меры,

Пронзающей душу до дна,

Есть радость погибших за веру,

Казнимых во все времена.»

В 1947 году Ануфриева возвращается в разорённую войною Феодосию.
Здесь, в Феодосии, её мать умоляла дочь умереть вместе, так как это было легче, чем умирать от голода. По карточкам выдавали мизерное количество хлеба, работу Наталия Даниловна нашла не сразу. Мать, Нина Ануфриева, выжить не смогла и умерла у неё на руках в том же году от истощения в возрасте 61 года. Стихотворение «Памяти матери» заканчивается строками:
«Моя любовь не совершила чуда.

Прости меня. Я не спасла тебя.»
В 1948 году по всей стране начинается кампания повторных арестов выпущенных из лагерей бывших зэков, не стала исключением и Ануфриева. Но для поэтессы дело ограничилось ссылкой — сначала в Казахстан, в город Актюбинск, а позже в Красноярский край, точнее в Большеулуйский район в село Большой Улуй и в село Ново-Никольское. Во время ссылки она восстанавливает свои старые стихи (в основном сочинённые в ГУЛАГе), пишет довольно много новых.
Год окончания ссылки 1954.
В ссылке написала сборник стихов «Стихотворения 1949—1954 гг.», который явился
вершиной религиозной лирики Ануфриевой:
```
   «Я узнала просторы бескрайние,
    Где метелью поет темнота,
    И узнала я сладкую, тайную,
    Молчаливую радость креста...»
```

После освобождения жила у друзей в подмосковной деревне Алексейково.
Как «минусница» и бывшая заключённая она не имела права жить в крупных городах, и выбрала из того, что предлагалось органами, город Владимир, который, в частности, был избран потому, что там был действующий Успенский собор.Во Владимире будучи прекрасным художником, Ануфриева работала на фабрике игрушек и была активной прихожанкой
Владимирского Успенского собора.Здесь она писала религиозную прозу. А также начала хлопоты о реабилитации, и в 1957 г. была реабилитирована (по первой ссылке).
В 1960-е годы она написала 500-страничную мемуарную прозу «История одной души»
о поисках и обретении Бога. Книга трижды переписывалась автором от руки.
С её религиозной прозой был ознакомлен и тогдашний правящий во Владимире
архиепископ Николай (Кутепов) (затем книга была издана, но уже после смерти автора в 2009 году издательским дом «Коктебель» в серии «Образы былого»). Отрывок из её книги:
«Мир пронизан лучами любви. И ослепительная точка, где все лучи сливаются — это Христос»
Но с начала 1970-х Наталия Даниловна почти не творит, всё время проживания во Владимире живёт бедно, не устроенно, болеет — и так доживает до глубокой старости.

### Кончина
Наталия Даниловна Ануфриева умерла 13 декабря 1990 года. Её отпели в Успенском соборе, с которым связан расцвет её духовной жизни, и похоронили на новом Владимирском кладбище.

После её смерти большая часть всех её трудов, среди которых стихотворения, исследования о Ф. М. Достоевском, богословские статьи и прочее, до сих пор остаётся в архивах ФСБ на Лубянке.

## Книги
1. Наталия Ануфриева. Жизнь развернула новую страницу / Составители Наталия Ануфриева. — Возвращение, 1994. — С. 34. — (Поэты-узники ГУЛАГа: Малая серия (Том 24)). — ? экз. — ISBN 978-5-7157-0091-9.
2. Наталия Ануфриева. История одной души / Составители Евгений Данилов, Е. Арендт, Дмитрий Лосев. — Коктебель, 2009. — С. 272. — (Образы былого). — 1000 экз. — ISBN 978-5-8125-1226-2.